# Gerolf
Gerolf ist ein deutscher Bubenname germanischen Ursprungs.

## Wortherkunft
Der Vorname besteht es aus zwei Elementen: zum einen „Ger“, einem alten Wort für Speer (vgl. althochdeutsch, mittelhochdeutsch gēr „Speer“), zum anderen „Wolf“ (althochdeutsch, mittelhochdeutsch wolf). Der Name bedeutet also „Speerwolf“.

## Varianten
Die Variante Gerulf ist die niederdeutsche Entsprechung zum hochdeutschen Gerolf. Sie unterscheidet sich durch das u in der zweiten Silbe, da im Altniederländischen und Altsächsischen der „Wolf“ wulf lautete.

## Bekannte Namensträger
In der Form Gerolf:
- Gerolf Annemüller (1937–2020), deutscher Brauwissenschaftler
- Gerolf Coudenhove-Kalergi (1896–1978), böhmisch-österreichischer Rechtswissenschaftler und Japanologe
- Gerolf Seemann (* 1940), deutscher Badmintonspieler
- Gerolf Steiner (1908–2009), deutscher Zoologie und Hochschullehrer

In der Form Gerulf:
- Gerulf († nach 856), friesischer Graf und Ahnherr des holländischen Grafenhauses
- Gerulf Murer (* 1941), österreichischer Landwirt und Politiker
- Gerulf Pannach (1948–1998), deutscher Liedermacher und Texter
- Gerulf Stix (1935–2024), österreichischer Wirtschaftsberater und Politiker